# 诺瓦利亚斯
诺瓦利亚斯，是西班牙阿拉贡自治区萨拉戈萨省的一个市镇。 总面积11平方公里，总人口775人（2001年），人口密度70人/平方公里。